# Тальвинкель
Тальвинкель (нем. Thalwinkel) — деревня в Германии, в земле Саксония-Анхальт, входит в район Бургенланд в составе городского округа Бад-Бибра.
Население составляет 182 человек (на 31 декабря 2007 года). Занимает площадь 5,97 км².

## История
Первое упоминание о поселении относится к 1326 году.
1 июля 2009 года, после проведённых реформ, Тальвинкель, а также коммуны: Альтенрода и Гольцен — были включены в городской округ Бад-Бибра в качестве районов, а управление Ан-дер-Финне было упразднено.

## Галерея

Тальвинкель на карте городского округа
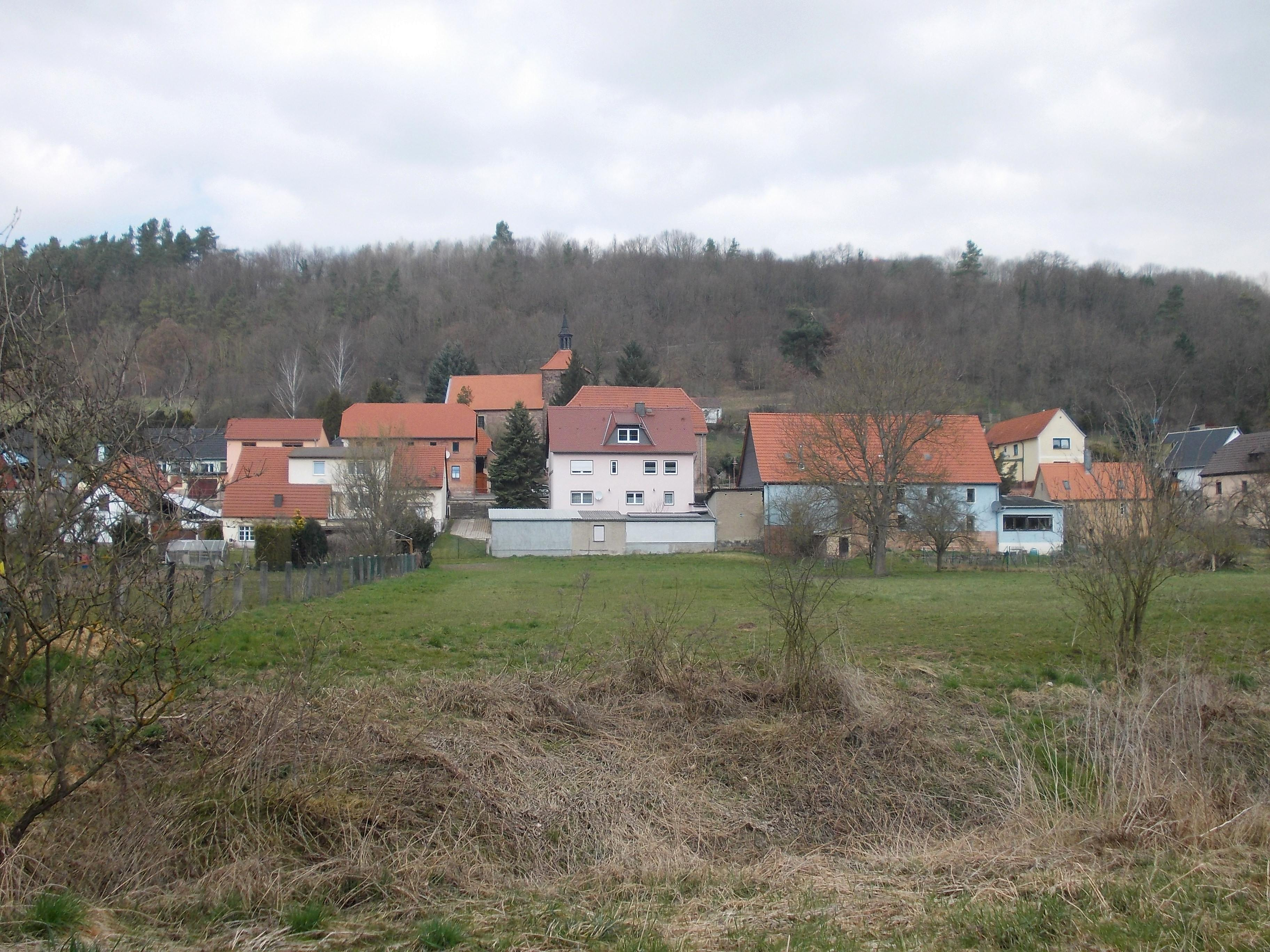
Тальвинкель с юга
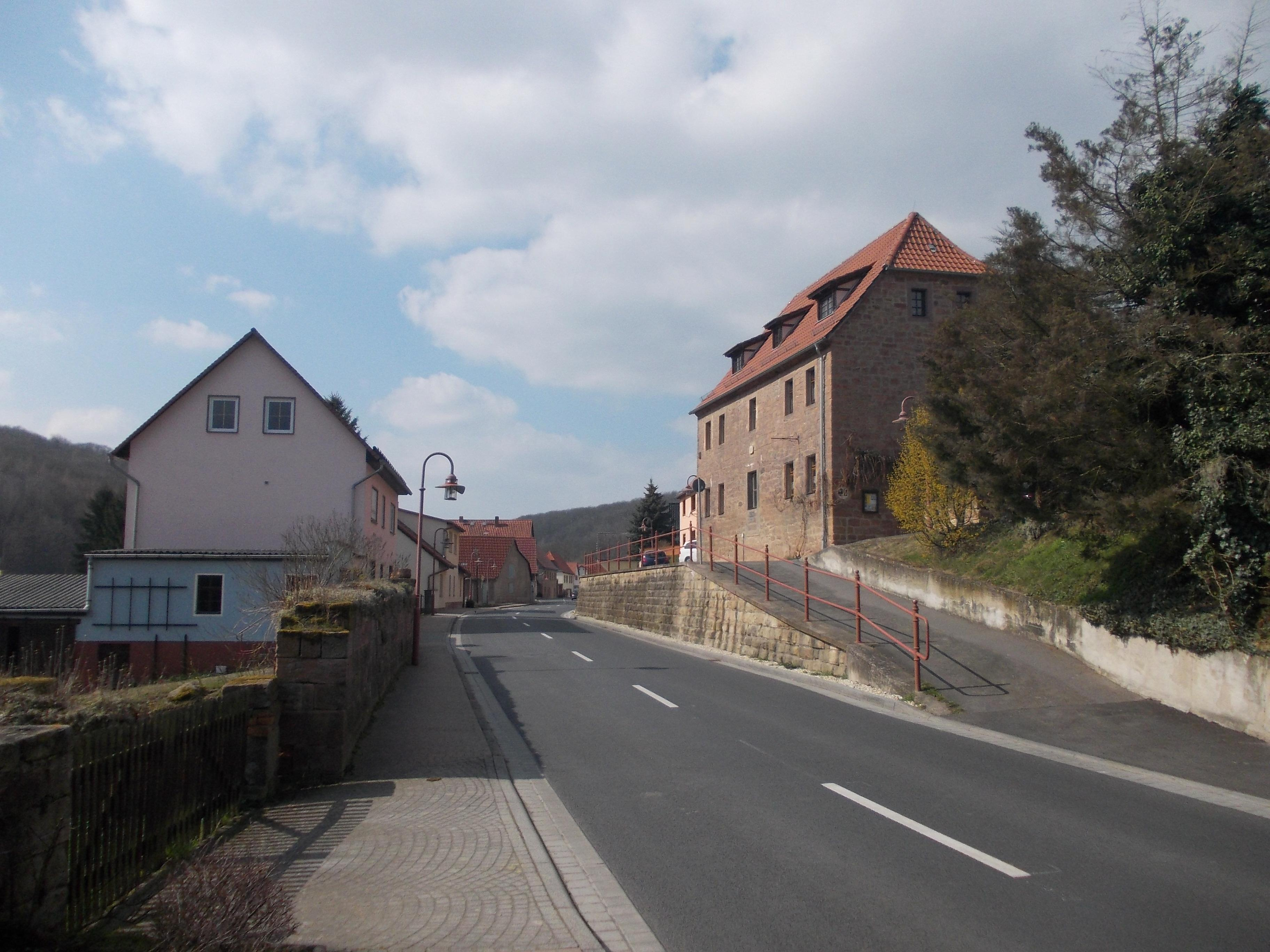
Унтердорфштрассе
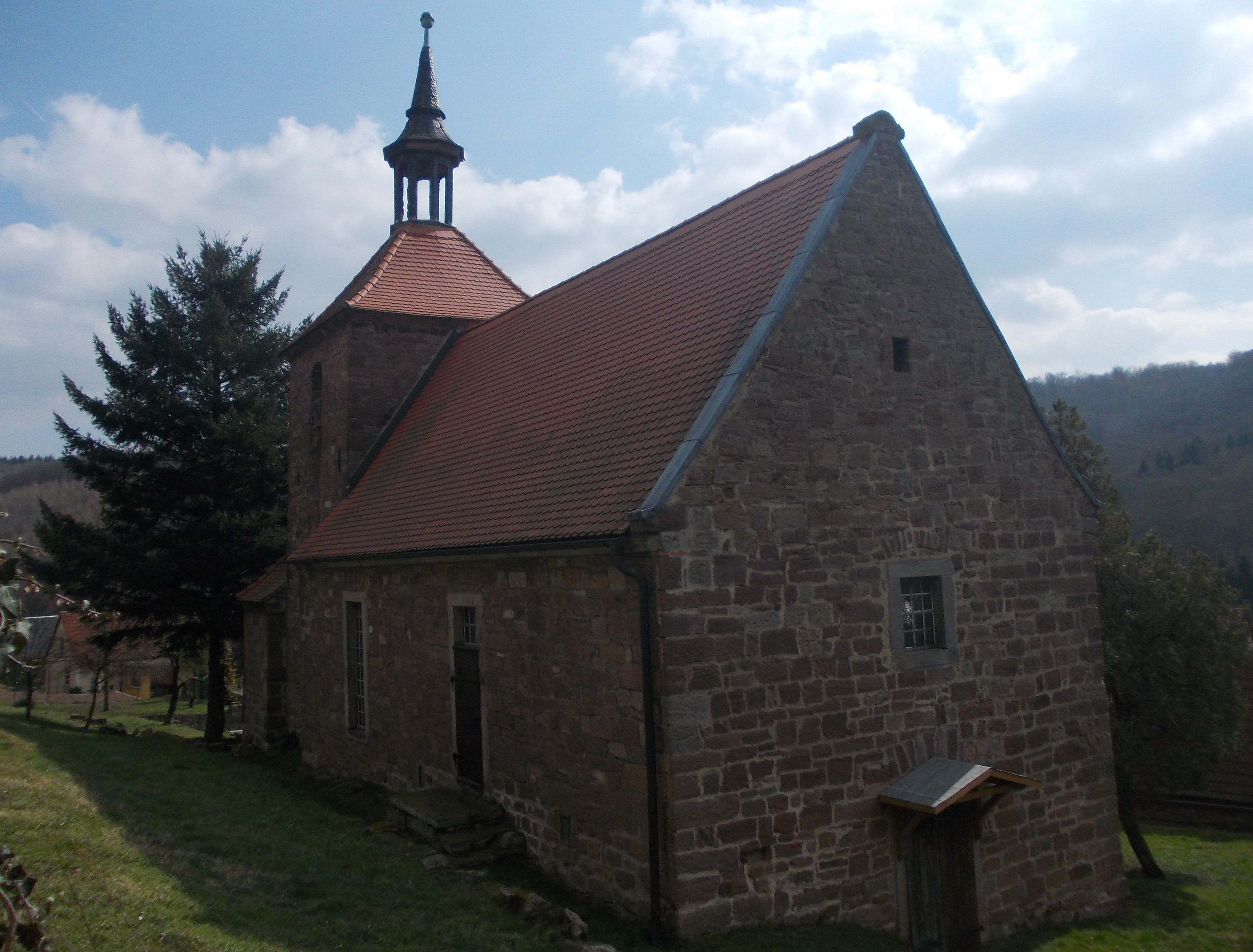
Церковь Св. Иакова